# Franco Seminara
Franco Seminara (Frameries, 18 januari 1958) is een Belgisch politicus van de PS.

## Levensloop
De uit Italië afkomstige Seminara werd beroepshalve ambtenaar op de Dienst Regie der Gebouwen en was van 2001 tot 2003 ambassadeur van Handicap International namens België. Van 2003 tot 2004 werkte hij als expert op het kabinet van toenmalig staatssecretaris voor Gezinnen en Personen met een handicap Isabelle Simonis en van augustus tot december 2006 was hij expert inzake personen met een handicap bij toenmalig minister-president van het Waals Gewest Elio Di Rupo.
Van januari tot mei 2007 was hij als rechtstreeks gekozene lid van de Belgische Senaat ter opvolging van Marie-José Laloy en van 2009 tot 2010 was hij dit opnieuw ter opvolging van Olga Zrihen. Vervolgens was hij van 2010 tot 2014 lid van de Kamer van volksvertegenwoordigers. Bij de Europese verkiezingen van 2014 stond hij als eerste opvolger op de PS-lijst.
Tevens was hij van 2012 tot 2018 gemeenteraadslid van Quaregnon.